# Música sacra

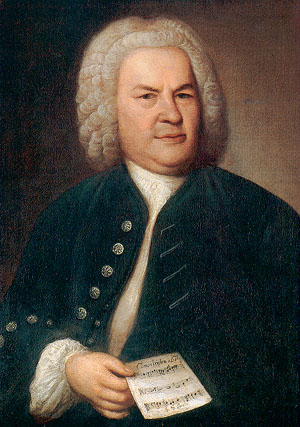
1746 en Leipzig, Johann Sebastian Bach (Haußmann), pinturas en el Museo de Historia de la ciudad de Leipzig

En la tradición de la música occidental, la música sacra (también llamada música sagrada y, en ocasiones, según la función y el contexto, música litúrgica) es toda aquella música que se ha concebido para cantarse, tocarse o interpretarse en los contextos litúrgicos o religiosos.
La música sacra cristiana fue una forma de expresión musical nacida desde el comienzo del cristianismo, en un principio herencia de la música judía (cantilación) siendo desarrollada durante los siglos posteriores en multitud de formas, relacionadas con los distintos ritos. Por extensión también es aplicable a las diferentes manifestaciones musicales religiosas de otros pueblos, ya sean de origen hindú, budista, árabe, judío etc. La historia de la música occidental tal y como se la conoce hoy en día comienza durante la Edad Media cuando la Iglesia católica incluyó ciertos cantos en latín en sus ceremonias y comenzó a utilizar símbolos escritos destinados a ser recordados como indicaciones musicales a la hora de ejecutar los cantos; a estos símbolos se les llamó neumas y sirvieron para el canto gregoriano, llamado antes canto llano, una selección de cantos litúrgicos.
Desde su aparición hasta la actualidad, la música sacra occidental ha producido formas musicales tales como la misa, el réquiem, el Te Deum, el magníficat, el Stabat Mater, el oratorio, la cantata, el motete, el salmo o el villancico, entre otras. Son obras célebres de música sacra, por ejemplo, el Magnificat de Bach (1733), El Mesías de Händel (1741), el Stabat Mater de Pergolesi (1731), el Réquiem de Mozart (1791), la Missa Solemnis de Beethoven (1823) o el Te Deum de Berlioz (1849), entre muchas otras.
A lo largo de cada religión, cada forma de música religiosa, dentro de la religión específica, difiere para un propósito diferente. Por ejemplo, en la música islámica, algunos tipos de música se utilizan para la oración, mientras que otros se utilizan para las celebraciones. De forma similar, muchas otras religiones comparten una variación como ésta.
La música desempeña un papel importante en muchas religiones. En algunas religiones, como el budismo, la música ayuda a las personas a calmar la mente y a concentrarse antes de la meditación. En la música sij, conocida como Kirtan, la música ayuda a las personas a conectar con las enseñanzas de la religión y con Dios. Algunas otras religiones, como el Islam, utilizan la música para recitar la palabra de su libro sagrado. Algunas religiones relacionan su música con músicos no religiosos. Por ejemplo, la música rastafari está muy relacionada con la música reggae. La música religiosa ayuda a personas de todas las religiones a conectar con su fe y a recordar sus valores religiosos.

## En el cristianismo
En el pensamiento occidental se suele reservar su uso para la música cristiana, incluyendo a veces la música cristiana contemporánea, en la cual la música explora temas cristianos para la juventud, aunque por su diseño puede ser tocada en otros lugares con excepción de iglesias.
La música sacra durante un servicio religioso para muchas iglesias es una parte fundamental de su liturgia. Se cantan kyries, himnos, salmos y canciones espirituales entonadas a Dios.
Por otra parte, las iglesias algunas veces cantan a cappella para adorar a Dios. Ocasionalmente, los instrumentos musicales se utilizan solos para expresar alabanza hacia la deidad. Todas estas maneras o estilos son utilizados por una religión u otra. En la música más temprana de la iglesia cristiana, como es el caso de algunos libros del Nuevo Testamento, son probablemente himnos.
Algunos de esos fragmentos todavía se cantan como himnos en las iglesias ortodoxas, incluyendo los himnos “despierta, despierta tu que duermes” en ocasiones como los bautismos.

### Primeras referencias
En los Evangelios de Mateo 26:30 1 y Marcos 14:26 2 dicen que Jesús junto a sus discípulos entonaron un himno antes de que él se entregara para ser crucificado, por medio de Judas.
El apóstol Pablo en el libro de los Efesios 5:19 3 exhorta a la iglesia de Éfeso a entonar salmos, Himnos y canciones espirituales al Señor.
En la Epístola a los colosenses 3:16 4 el mismo Pablo urge a la iglesia de Colosas para enseñar y amonestarse unos a otros, con himnos y cantos espirituales.

### Albores de la Iglesia cristiana
Una referencia fuera de la Biblia es a través de uno de los primeros himnos que entonaron los paleocristianos en la antigua iglesia, Oh maravillosa luz (Griego Φῶς Ἱλαρόν, Phós Hilarón), en el cuarto siglo; Basilio el Grande se refirió en su tiempo a este himno como El viejo Himno. La popularidad del Arrianismo en esa época se puede atribuir a las canciones pegadizas que el sacerdote Arrio compuso con ayuda de otros. El renombre de las canciones ayudó a aumentar la popularidad de sus enseñanzas. Efrem el sirio compuso una serie de himnos que más adelante, le ayudaría a ser reconocida como la doctrina ortodoxa que es.
En el siglo IV d. C., la escisión del Imperio romano y de la Iglesia en las Iglesias latina de Occidente y griega de Oriente (centradas en Roma y en Constantinopla) originó liturgias separadas, cada una de ellas con variantes regionales. En Milán, san Ambrosio favoreció la antífona, con dos coros que cantaban secciones alternas, práctica bizantina que fue adoptada por la Iglesia de Roma. San Ambrosio también confirió más importancia a los himnos, muchos de los cuales se cree que los compuso él mismo.
Los himnos son expresiones formales de alabanza o declaraciones de las verdades de Dios. Troparia y Kontakia son dos formas tempranas de himnos que se incorporaron en la adoración de la iglesia cristiana.
A la conclusión del quinto consejo ecuménico, el emperador Justiniano I se le atribuye haber compuesto un himno resumiendo la conclusión del consejo ecuménico, El único primogénito.
Este himno fue incorporado en la liturgia divina de Juan Crisóstomo y aún se sigue cantando extensamente ahora en día.
Solo se tienen los textos de estos himnos, no la música. El himno más antiguo conocido con la notación musical es el Himno Oxyrhynchus, llamado así por el sitio de su descubrimiento fechado en el siglo III.
Es uno de los fragmentos más antiguos escritos en una notación de estilo griego antiguo.
Por supuesto es difícil hacer declaraciones sobre las calidades musicales de la música cristiana antigua, debido a la falta de evidencias concluyentes, y aún no está claro qué influencia tuvo esta clase de himnos en la música cristiana contemporánea.

### Cantos bizantinos
El canto o la música bizantina, fue la música principal del Imperio bizantino y por extensión la música de sus conquistados, así se transformó a la música ortodoxa cristiana,
y su gente después de la caída del Imperio otomano.

### Música occidental
A medida que declinaba el poder del Imperio romano, la Iglesia fue imponiendo su dominio en la sociedad medieval. Las comunidades monásticas y catedrales se convirtieron en centros no solo de culto, sino también de enseñanza. Los clérigos eran casi los únicos miembros de la sociedad que sabían leer y escribir, y casi todos los músicos con una educación formal eran sacerdotes. Por consiguiente, las melodías que eran parte integrante de la celebración litúrgica (la forma oficial de culto público), las cantaban hombres y coros de niños que se formaban para ser sacerdotes. Algunas monjas también recibían educación musical y participaban cantando en los oficios que se celebraban cada día en los conventos.
Fuera de las comunidades religiosas y de las capillas privadas de la nobleza, la mayor parte de la población (sobre todo los trabajadores agrícolas y los más incultos) no oían nunca esta música. Se cantaba en latín (la lengua universal de la iglesia), sin acompañamiento, y se entonaba de memoria, sin leerla. Los cantantes cantaban al unísono, como un ejercicio de contemplación y para afirmar el mensaje de la Iglesia. Es probable que los primeros cantos se desarrollaran a partir de los patrones de acentuación del latín hablado y de las subidas y bajadas naturales del volumen vocal al leer en voz alta.
Varias tradiciones florecieron en el cristianismo occidental, una forma monofónica acompañada de cantos:
- El canto vétero-romano en Roma.
- El canto mozárabe en España.
- La canto galicano en Francia.
- El canto ambrosiano en Milán.
- El canto beneventano en Benevento.

Alrededor del siglo IX y el X nació el canto gregoriano, según se cree es una derivación de la música carolingia la cual se deriva de una mezcla entre el canto romano y el canto gallego, el cual con la ayuda de Carlomagno se extendió por toda Europa, y después por los santos emperadores romanos, en el siglo XII en canto gregoriano había suplantado a todos los demás cantos o estilos musicales, excepto al canto gregoriano y al canto mozárabe en muchas capillas españolas.
El nombre gregoriano, probablemente se debe a Gregorio II, que después llegaría a ser asociado con su predecesor Gregorio el grande, el cual por su fama le llegaría a dar al canto gregoriano su fama de autoridad espiritual y antigüedad, tan fuerte es el mito de la autoría de gregorio, que perdura hasta ahora en día.
El canto gregoriano fue clasificado en 8 modos y fue influenciado por el canto bizantino de oktoechos, los textos cantados predominantemente se encuentran en la Biblia y en latín, aunque hay algunos textos en griego como Kyrie eleison y el Hagios Theos, el canto gregoriano ha pasado por periodos de detrimento y reavivamiento.
La más notable de todas debido a los monjes de Solesmes, quienes han producido la edición oficial actual, Liber usualis.
La mayoría de los cantos actuales pueden ser trazados a los cantos de los monjes de Solesmes, desde el Concilio Vaticano II, el uso de la liturgia en latín ha declinado, junto al canto gregoriano. De todas maneras la popularidad actual de las grabaciones de los monjes de Santo Domingo de Silos en los años 1990 sugiere que aún hay interés por este canto.

### Himnos
La tradición de los himnos en la lengua inglesa esta ligada con la iglesia protestante. Los himnos protestantes van desde órganos, de la época de la reforma, como es el caso de Bach, hasta los himnos estadounidenses como es el caso de la arpa sagrada, Martín Lutero compuso varios himnos alrededor del siglo XVI, del cual se inspiraba de las mismas notas musicales que escuchaba en las tabernas de su tiempo, otro famoso compositor de himnos fue Charles Wesley, hermano de John Wesley, Dwight L. Armstrong, hermano menor del evangelista Herbert W. Armstrong, quien fue un prolífico compositor el cual sus himnos basados en las escrituras son incluidos en la Worldwide Church of God's hymnals (Himnario mundial de la iglesia de Dios).
La música cristiana se ha diversificado a lo largo del tiempo, reflejando tanto sus raíces seculares como estilos musicales más contemporáneos. Durante cientos de años se escribieron miles de canciones de alabanza o adoración de estilo tradicional, llamadas "himnos" (de la palabra griega hymnos, que significa "canto de alabanza"). Con el tiempo, estas canciones se recopilaron en libros llamados "himnarios", que pastores y congregants leían durante los servicios cristianos, una práctica que continúa en muchas iglesias hoy en día.
Herbert W. Armstrong creía que las palabras de muchos himnos tradicionales no estaban basados en las escrituras, así pues le pidió a su hermano que escribiera himnos basados en los salmos y otros libros de la Biblia.
Algunos himnos, particularmente los Villancicos son usados en cualquier denominación cristiana, mientras que otros himnos son solo usados por algunas tradiciones cristianas, o denominaciones tales como los bautistas entre otras denominaciones. En la algunos casos se debe a diferencias doctrinales que hay en esas palabras, de algún himno, pero en su mayoría se debe a cuestiones de tradición, o de producción denominacional, o himnos aprobados por los líderes de esas iglesias, que vayan de acuerdo a su punto de vista, de lo que consideran santo.

Entre las denominaciones protestantes el uso de himnos fue un factor fundamental y de disolución, pues algunos estaban a favor de solo usar letras de los salmos, mientras otros favorecían el crear nuevas letras.

### Música cristiana contemporánea
La más reciente forma de música "sacra" entre los diferentes miembros de las denominaciones cristianas se incluye dentro de la Música cristiana moderna. Este tipo de música debe su influencia a los géneros desarrollados en el siglo XX.
Algunos de los géneros musicales más populares de este último siglo en el ámbito cristiano son: alabanza y adoración, balada, pop rock, rock alternativo, Hip Hop, rap, bachata, merengue, reguetón (o reggaetón) y salsa; entre otros.

### Música cristiana protestante brasileña
Mientras que, en el protestantismo brasileño, su influencia puede trazarse también en el protestantismo estadounidense, hubo un periodo entre los años 70 y principios de los 90, hubo un movimiento brasileño que mezclaba varios ritmos afro-brasileños, así como de la música popular brasileña, con exponentes tales como Caetano Veloso, Roberto Carlos y Gilberto Gil, entre otros, adaptando estos estilos a las iglesias, y dándoles un significado espiritual.
En Brasil, la música cristiana contemporánea tiene como sus principales representantes, los cantantes Aline Barros, Gabriela Rocha, Preto no Branco, Midian Lima, Ana Paula Valadão, Leonardo Gonçalves, Fernandinho (cantante), entre otros.
También es conocida como música evangélica a la música cristiana tanto en Brasil como en los países de habla castellana. La escuela musical brasileña aún continúa en evolución con aportaciones de muchos artistas tales como Guilherme Kerr y Elomar Figueira de Mello. Este último es considerado un erudito en música cristiana regional del Brasil que se aleja del nihilismo común en la música cristiana actual.